# Guido Ferroni
Guido Ferroni (Siena, 19 febbraio 1888 – Firenze, 21 aprile 1979) è stato un pittore italiano che partecipò alla corrente del Novecento Italiano e fu attivo in Toscana e in Romagna.

## Biografia

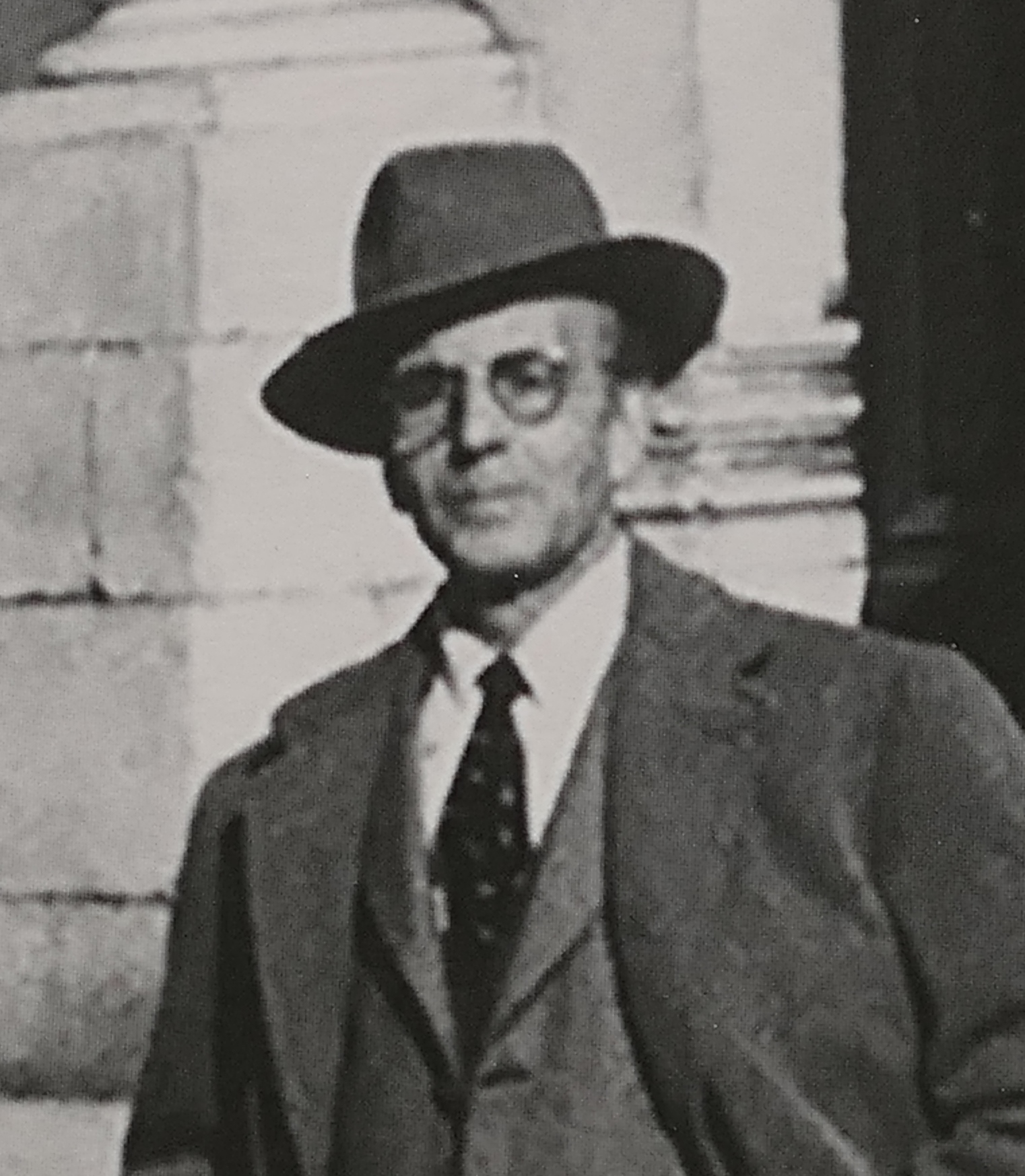

Guido Ferroni nacque il 19 febbraio 1888 da Ferruccio, ispettore scolastico, uomo colto e rigoroso, e da Guglielmina Nucci a Siena, una città dove fin da bambino ebbe modo di ammirare i capolavori dei grandi maestri del Rinascimento e alimentare così la sua spontanea inclinazione per la pittura. Indotto dalla sua famiglia compì però gli studi all'Istituto Magistrale e poi si iscrisse alla facoltà di Filosofia dell'Università di Firenze, dove il padre si era trasferito dopo il 1904. Questa sua Facoltà era in piazza San Marco, vicino all'Accademia di Belle Arti, e questo permise al giovane Guido Ferroni, in contrasto al padre e già pittore dilettante, di seguire anche un corso completo alla Scuola libera di Nudo. Tuttavia ben presto il giovane pittore si allontanò dai dettami scolastici ed incominciò a eseguire soggetti di genere impressionista ("La pittura di Cézanne filtrata dalla tradizione macchiaiola di Fattori", scrive il critico Emanuele Greco), e di questi esordi restano bozzetti dalle tinte accese e con una stesura molto materica che quasi ricorda una superficie ceramica (Marina, 1910 circa, Firenze, Galleria d'Arte Moderna; Macchie di colore, esposto nel 1911 a Montecatini). Si dedicò anche al disegno, e il suo carboncinoVerso sera, presentato alla Mostra Internazionale del Bianco e del Nero di Firenze del 1914, fu premiato con 200 lire e venne acquistato dal re Vittorio Emanuele II e da questi donato al Gabinetto dei Disegni della Galleria degli Uffizi.
Allo scoppio della prima Guerra Mondiale Guido Ferroni fu chiamato alle armi e vi rimase per tutta la durata del conflitto. In questo contesto dipinge Figura, un olio presentato alla Esposizione del soldato tenuta a Firenze nel 1917 e acquistata dalla Casa Reale, dove una giovane, ignara, è colta nell'atto di vestirsi: un momento di semplice vita quotidiana avulso dai contemporanei orrori della guerra. Cessate le ostilità fa rientro a Firenze e inizia per lui un periodo particolarmente fecondo: lì, frequentando il vivace ambiente artistico caratterizzato dalle nuove proposte futuriste e dai veementi scritti di Ardengo Soffici pubblicati dapprima in un articolo su La Voce (che provocò anche una rissa tra i pittori) e poi su Lacerba, incominciò a frequentare quelli che si riunivano al Caffè Le Giubbe Rosse in piazza della Repubblica e in particolare Adriano Cecchi e Franco Dani, e con questi fece la sua prima mostra collettiva nel 1919 a palazzo Antinori organizzata dal critico d'arte Mario Tinti, dal titolo Artisti d'oggi, mostra che fu poi replicata l'anno seguente nella sede della regia Accademia di Belle Arti appunto con la denominazione di Esposizione della Società di Belle Arti. Le sue opere restano però insensibili alla poetica futurista, ma sembrano piuttosto rifarsi alla semplicità e al nitore della tradizione toscana quattrocentesca, fino a ricordare Masaccio. Nasce così nel 1920 La giostra, un'opera che raffigura "uno scorcio urbano immerso in un'atmosfera di solitudine e distacco seguendo lo stile metafisico di Carrà, De Chirico e Sironi". Essa venne presentata alla Esposizione Primaverile della Società di Belle Arti di quell'anno e lì fu acquistata Dalla Galleria degli Uffizi.
Poi progressivamente la pittura di Guido Ferroni si orienta verso rappresentazioni più sintetiche e più strutturate geometricamente, con una attenuazione dei colori, andando a preferire atmosfere di una pacata quotidianità contadina, nel solco già tracciato dai Macchiaioli toscani (Trittico Vita umile, 1922, portato alla mostra Fiorentina Primaverile di quell'anno). Nel 1926 partecipa su invito alla Prima Mostra del Novecento Italiano, presentata al palazzo della Permanente di Milano e promossa da Margherita Sarfatti, con due opere caratterizzate da una pennellata nitida e sobria (La serenata e Vita campestre; entrambe vendute alla Deputazione Provinciale per 5525 lire).
Nel 1927 aderisce al neonato Gruppo Novecentesco Toscano, fondato da Gianni Vagnetti e legato all'ambiente letterario di Solaria (Il movimento novecentista italiano, nonostante gli sforzi della Sarfatti per tenerlo coeso, si separava in numerosi campanilismi e differenziazioni ideologiche) e partecipò a diverse manifestazioni organizzate presso la galleria Bellenghi di Firenze che era diventata la sede del Gruppo. Poi nel 1928 partecipò alla prima mostra ufficiale di questo Gruppo che fu tenuta nella Galleria Milano appunto nel capoluogo lombardo, anche se questo veniva considerato la "roccaforte" della Sarfatti. Negli anni seguenti, mantenendosi fedele alla sua ispirazione novecentista partecipò comunque nel 1929 alla Seconda Mostra del Novecento Italiano, a Milano, sempre patrocinata dalla Sarfatti,  e poi alle rassegne internazionali del Novecento allestite nel 1930 a Buenos Aires e a Basilea, e nel 1931 a Helsinki. Inoltre partecipò a tutte le edizioni della Biennale di Venezia dal 1930 al 1942, dove in quell'anno di guerra gli venne dedicata un'intera parete con undici quadri, e poi alle Quadriennali di Roma, e alle Mostre del Fiorino di Firenze.
Guido Ferroni si sposò nel 1911 con Rina Sernesi, dalla quale avrebbe avuto cinque figli; e la numerosa famiglia gli impose onerose scelte che mal si conciliarono con le sue aspirazioni artistiche (e che portarono con gli anni a un disaccordo con la moglie che si sarebbe rivelato insanabile). Nello stesso anno, in opposizione al padre che avrebbe voluto per lui una carriera nell'ambito letterario o filosofico, iniziò invece a insegnare Disegno nelle Scuole Popolari del Comune di Firenze, e nella Scuola di Arti Decorative di Santa Croce, incarico che avrebbe tenuto fino al 1932. Nel 1933 ebbe la cattedra di Figura e Pittura presso l'Accademia di Belle Arti di Ravenna, che tenne fino al 1941, contrastato dai colleghi per i suoi originali metodi didattici, e poi dal 1941 al 1958 insegnò Decorazione Pittorica all'Istituto Statale d'Arte "Passaglia" di Lucca, dopodiché si trasferì nuovamente a Firenze.
Con la fine del secondo Conflitto Mondiale però il mondo e l'Italia e la sua scena artistica erano stati stravolti e vedevano l'avanzata inarrestabile dell'astrattismo e dell'informale, cui Guido Ferroni non seppe e non volle adeguarsi: da qui il suo rapido tramonto dalla scena pittorica nazionale, con solo qualche apparizione in mostre di carattere regionale come il Premio Taranto o il Premio Marzotto. Di conseguenza il suo carattere, già connotato dall'individualismo, divenne sempre più portato al pessimismo e alla misantropia, convinto di essere isolato e incompreso; né certo gli giovò contestare dalle pagine de La Nazione la deriva mercantile dell'arte, o il presentare polemicamente, alla Mostra del Fiorino del 1950, cinque tele quasi uguali tra loro, che furono pesantemente stroncate dalla critica. Così anche la sua pittura degli ultimi lustri divenne ancor più severa, chiaroscurale, cupa e povera di colori, stesi con pennellate veloci e nervose, e con le fattezze dei pochi personaggi, quando presenti, appena accennate (per esempio Il giardino pubblico, cm. 50 x 40).
Dopo il ritorno da Lucca visse e lavorò fino al termine della sua vita a Firenze, e qui venne a mancare il 21 aprile 1979. Nel 2023 (aprile - luglio) la Galleria degli Uffizi gli ha dedicato a Palazzo Pitti una Mostra retrospettiva con quaranta opere.

## Riferimenti
- I pittori italiani dell'Ottocento, Edizioni Il Quadrato, UTE, Milano, 1993, pp. 250–251.
- Comanducci, Dizionario illustrato dei Pittori Disegnatori e Incisori italiani, Patuzzi Editore, Milano 1971, Vol. II, p. 1210. ISBN 9788822244147
- Vincenzo Costantini, Pittori italiani contemporanei, Hoepli Editore, Milano, 1934, p. 332 e p. 400.
- E. Bénezit, Dictionnaire des peintres sculpteurs dessinateurs et graveurs, Gründ Editore, Parigi 1976, Vol. IV, p. 344. ISBN 2700001524
- Alexandra Andresen in Treccani, Dizionario Biografico degli Italiani, Vol. 47 (1997).
- Rossana Bossaglia, Il Novecento Italiano, Charta Editore, Milano, 1995, pp. 171; 173; 201; 206. ISBN 8881580438
- Catalogo della Mostra Guido Ferroni. L'antico sentimento della pittura, Sillabe Editrice, Livorno, 2023. ISBN 9788833403663
- Catalogo della Mostra Pittura in Romagna dalla seconda metà dell'Ottocento a oggi, Stear Editrice, Ravenna, 1974, pp. 116–117.